# Курт Лау (підводник)
Курт Лау (нім. Kurt Lau; 4 березня 1922, Гамбург — ?) — німецький офіцер-підводник, оберлейтенант-цур-зее крігсмаріне.

## Біографія
1 грудня 1939 року вступив на флот. З 1 травня 1941 по 11 січня 1942 року пройшов курс підводника. З 12 січня 1942 року — допоміжний вахтовий офіцер на підводному човні U-171.17 червня 1942 року вийшов у свій перший похід. 9 жовтня 1942 року пережив загибель човна і був врятований німецьким форпостенботом. 1 грудня 1942 року направлений на будівництво U-953. З 17 грудня 1942 по 24 грудня 1943 року — 2-й вахтовий офіцер на U-953, на якому взяв участь у двох походах.. 3-15 січня 1944 року пройшов курс позиціонування (радіовимірювання), з 16 січня по 29 лютого — курс командира човна. З 20 березня 1944 по 25 квітня 1945 року — командир U-1197.З 26 квітня 1945 року — командир роти полку морської піхоти 2-ї дивізії морської піхоти. 8 травня 1945 року взятий в полон британськими військами.

## Звання
- Кандидат в офіцери (1 грудня 1939)
- Фенріх-цур-зее (1 листопада 1940)
- Оберфенріх-цур-зее (1 листопада 1941)
- Лейтенант-цур-зее (1 квітня 1942)
- Оберлейтенант-цур-зее (1 грудня 1943)

## Нагороди
- Нагрудний знак підводника (10 жовтня 1942)
- Залізний хрест
  - 2-го класу (10 жовтня 1942)
  - 1-го класу (листопад 1943)